# Cotton-Wool-Flecken

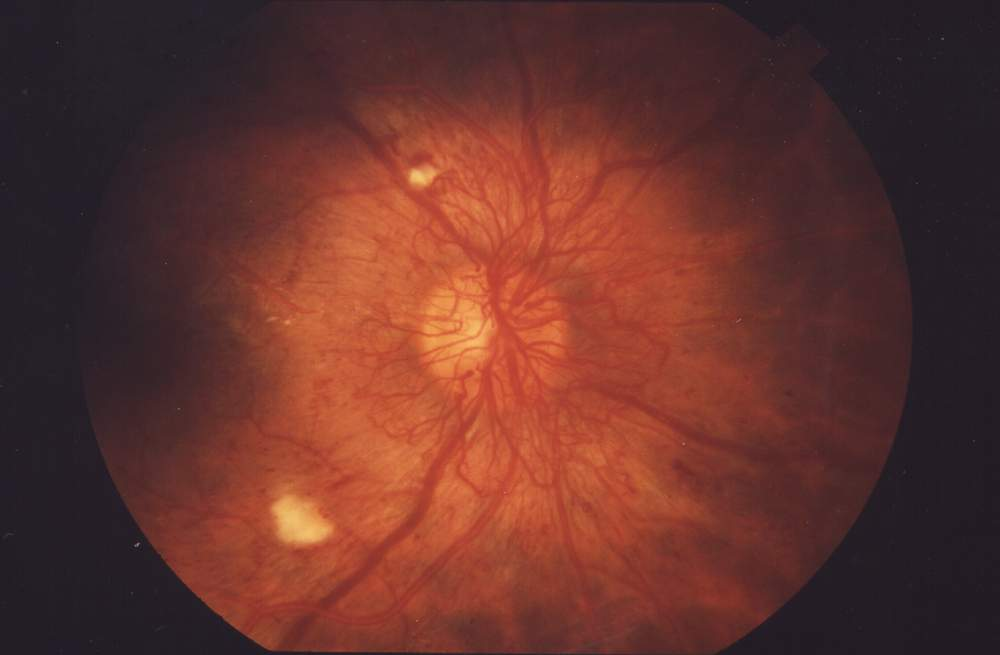

Cotton-Wool-Flecken, auch Cotton-Wool-Herde oder Cotton-Wool-Patches genannt, sind Veränderungen am Augenhintergrund im Rahmen von Augenerkrankungen (beispielsweise Zentralvenenthrombose) oder Allgemeinerkrankungen wie Diabetes mellitus, Bluthochdruck, Kollagenosen oder HIV. Bei der Augenhintergrunduntersuchung (Ophthalmoskopie) sind weiße, unscharf begrenzte („baumwollartige“, daher der Name) Flecken zu sehen. Ursache sind Kapillarverschlüsse der Netzhaut mit ischämischem Axoplasmastau.